# Vasco Regini
Vasco Regini (ur. 9 września 1990 w Cesenie) – włoski piłkarz występujący na pozycji obrońcy we włoskim klubie UC Sampdoria. Były młodzieżowy reprezentant Włoch.
Wychowanek Ceseny, w swojej karierze grał także w takich zespołach jak Foggia, Empoli FC i SSC Napoli.